# Amyema kebarensis
Amyema kebarensis är en tvåhjärtbladig växtart som beskrevs av Bryan Alwyn Barlow. Amyema kebarensis ingår i släktet Amyema och familjen Loranthaceae. Inga underarter finns listade i Catalogue of Life.